# Jakubówka (obwód iwanofrankiwski)
Jakubówka (ukr. Якубівка, Jakubiwka) – osiedle na Ukrainie, w obwodzie iwanofrankiwskim, w rejonie kołomyjskim, w hromadzie Horodenka. W 2001 roku liczyła 338 mieszkańców.